# Trichosteleum complanatulum
Trichosteleum complanatulum är en bladmossart som beskrevs av Edwin Bunting Bartram 1939. Trichosteleum complanatulum ingår i släktet Trichosteleum och familjen Sematophyllaceae. Inga underarter finns listade i Catalogue of Life.